# Luigi Dalla Laita
Luigi Dalla Laita (Ala, 26 marzo 1847 – Ala, 16 aprile 1939) è stato un artista, progettista e collezionista italiano.

## Biografia
Luigi Dalla Laita che nacque ad Ala il 26 marzo del 1847, da Domenico e Fait Domenica.
All’età di soli dieci anni rimase orfano di padre ed appena terminate le scuole medie, a 14 anni, iniziò a lavorare, prima come segretario presso lo studio di un avvocato, poi per la stesura delle mappe catastali del comune di Avio. 
Al contempo studiava privatamente, coltivando le attitudini artistiche che aveva già evidenziato durante gli anni scolastici, ottenendo tra l’altro il primo premio per il disegno.
A 25 anni si iscrisse all’Accademia di Belle Arti a Venezia ed in soli due anni ottenne l’abilitazione all’insegnamento del disegno nelle scuole tecniche.
Nel 1875 il Dalla Laita fece ritorno ad Ala, dove lavorò duramente a diverse opere pubbliche soprattutto per i comuni di Ala e Avio.
Attraverso i suoi lavori rese caratteristico il centro storico, alcune strade e piazze della comunità alense. 
Nel 1880 venne nominato professore di disegno sia presso il Ginnasio di Ala che presso la scuola per artieri (scuola d’arte) sempre ad Ala.
Successivamente, nel 1889, frequentò inoltre i corsi di aggiornamento per il personale docente di Innsbruck della durata di circa cinque mesi.
Nel 1890 vennero invece istituite le nuove Scuole industriale per apprendisti tra le quali venne inserita anche Ala e della quale Luigi divenne docente e direttore nel maggio 1900.
Dalla Laita tenne la cattedra fino al 20 maggio 1915 dato che il 21 venne arrestato dalla polizia austriaca in quanto ritenuto un traditore e deportato a Katzenau.
Nonostante tutto la sua produzione artistica non si fermò, anzi, testimoniò la sua difficile situazione attraverso una serie di disegni, acquerelli, schizzi e ritratti creati con quel poco che aveva a disposizione. Dalla sua permanenza nel campo di internamento ne derivò un album contenente 30 fra acquerelli e disegni che poi l’artista donò al Duce.
Nel dopoguerra ricominciò a lavorare parecchio come Presidente del Comitato Onoranze ai Caduti di Passo Buole ed inoltre si dedicò ad un progetto riguardante la costruzione di un ossario nella zona di San Valentino e Passo Buole.
Grazie al contributo del Dalla Laita tra il 1919 ed il 1920 venne riaperta la Scuola per Apprendisti della quale fu direttore e docente.
Il Dalla Laita si impegnò in particolare nella Scuola Industriale di perfezionamento e per apprendisti.
L’obiettivo della Scuola Industriale era l’addestramento e la formazione di abili operai ed industriali, ed il disegno in particolare era una delle discipline indispensabili e di rilievo.
Queste scuole crearono quindi un nuovo modello di lavoratore oltre che, come per ogni altra scuola, creare benessere e crescita non solo al singolo ma anche alla collettività.
Da questo momento l’artista ricoprì cariche importanti; inizialmente consigliere comunale, nel 1920 fu decorato con la croce di Cavaliere della Corona d’Italia, nel 1924 fu nominato Regio Ispettore Onorario per i Monumenti, Antichità e Belle Arti ed infine nel 1937 fu nominato Commendatore del re Vittorio Emanuele III.
Luigi Dalla Laita morì il 6 aprile del 1939 lasciando la compagna, Edvige Kofler, che si spense due anni dopo.

### Il collezionismo e la nascita del Museo Luigi Dalla Laita
Ciò che rende ancora più particolare la figura di Luigi Dalla Laita è certamente la sua passione per il collezionismo.
Nella sua collezione erano presenti foto rare, disegni, progetti, cronache giornalistiche, epistolari, mobili, oggetti vari, quadri, che teneva nella sua casa.
Il Dalla Laita morì ad Ala il 16 aprile del 1939 e lasciò tutti i suoi oggetti al comune ma per qualche anno nessuno se ne prese cura.
Solamente nel secondo dopoguerra, grazie all’attenzione dedicata dai sindaci Debiasi e Bazzoli, iniziò un’opera di sistemazione affidata al maestro Italo Coser.
Una piccola parte si decise di esporla al pubblico e nacque così nel 1957 il Museo Civico Luigi Dalla Laita come viene descritto in un articolo dallo stesso Coser.
La ex casa Dalla Laita non era però grande a sufficienza in quanto ospitava anche un'altra istituzione, la biblioteca.
Con lo spostamento di quest’ultima presso Palazzo Malfatti però il Museo rimase chiuso e così la parte più importante della collezione venne distribuita tra il Museo Provinciale d’Arte di Trento e la Biblioteca comunale di Ala.
Negli anni successivi si pensò ad una possibile riapertura del museo e ad una riacquisizione del patrimonio presente a Trento così tra il 1989 e il 1990 l’amministrazione comunale formò appositamente un gruppo di studio.
Ora fortunatamente nella biblioteca comunale di Ala è possibile trovare le collezioni del Museo civico Luigi Dalla Laita.